# Polyplocotes antennalis
Polyplocotes antennalis is een keversoort uit de familie klopkevers (Ptinidae). De wetenschappelijke naam van de soort werd in 1916 gepubliceerd door Eric Georg Mjöberg.